# Corralejo
Corralejo è una cittadina della Spagna situata nella municipalità de La Oliva sull'isola di Fuerteventura, nella comunità autonoma delle Isole Canarie.

## Geografia fisica
La cittadina è situata nel nord dell'isola di Fuerteventura e conta circa 13 000 abitanti. Importante per la presenza del porto commerciale, peschereccio e turistico, da dove partono traghetti che la collegano con le vicine isole di Lanzarote e Lobos; per questo Corralejo è considerata uno fra i più importanti centri economici dell'isola.

## Economia

### Turismo
Nella cittadina sono presenti numerosi alberghi, villaggi turistici e locali notturni.

## Punti d'interesse
Di forte richiamo turistico sono le dune di Corralejo, un'area di sabbia desertica che termina sulla spiaggia. In questa spiaggia si possono incontrare varie specie di volatili, roditori e rettili; 
Altre spiagge di interesse sono, elencandole da nord a sud: Flagbeach, playa del Burro e playa del Morro.
Nella zona interna al paese, meglio conosciuta come Casco Viejo, si possono avere
degli esempi di abitazioni canarie, dal caratteristico colore bianco e formate massimo da tre-quattro piani.
Altri luoghi di interesse culturale sono l'auditorio, il Centro cultural de Corralejo, la biblioteca pubblica e i Molino de Corralejo.

## Spiagge
A Corralejo le spiagge sono numerose. Alla sinistra del porto ci sono un paio di spiagge più grandi con una vista all'isola di Lobos in prevalenza sassose, adiacente al molo di Corralejo una piccola spiaggia offre artisti che lavorano la sabbia e pescatori che puliscono il pesce.
Al Parque Natural de las Dunas de Corralejo, dichiarato zona protetta, a sud della cittadina, si espandono fino al mare, le ampie spiagge su cui si affacciano le dune di sabbia desertica del Sahara estese lungo la costa per circa 8–10 km a partire da Corralejo. Sulla spiaggia troviamo piccole costruzioni circolari, una sorta di nido in pietra lavica fatte per riparare dal forte vento.
Le spiagge tra Punta de Tivas e gli hotel Tres Islas, sono chiamate: playa del Pozo, playa del Medano e playa de Viejo, e tutte concatenate fra loro formano la Flag beach.
Le spiagge di Corralejo ospitano scuole di surf, di kitebording e diving center. Le grandi onde oceaniche di Corralejo sono da sempre meta per i surfisti di tutto il mondo.

## Sport
Corralejo ospita la Fuerteventura Half Marathon Dunes de Corralejo, una gara podistica attraverso le dune di sabbia del Parco Naturale delle dune. Inoltre nelle spiagge situate nelle vicinanze del centro è possibile praticare surf, windsurf e kitesurf, fra le tante si ricordano Playa del Burro e Playa del Morro.
Altri sport praticati sono la corsa, il ciclismo, lo skate e il nuoto. Un altro evento è la traversata a nuoto del tratto di mare tra Corralejo e l'isola di Lobos.

## Galleria d'immagini

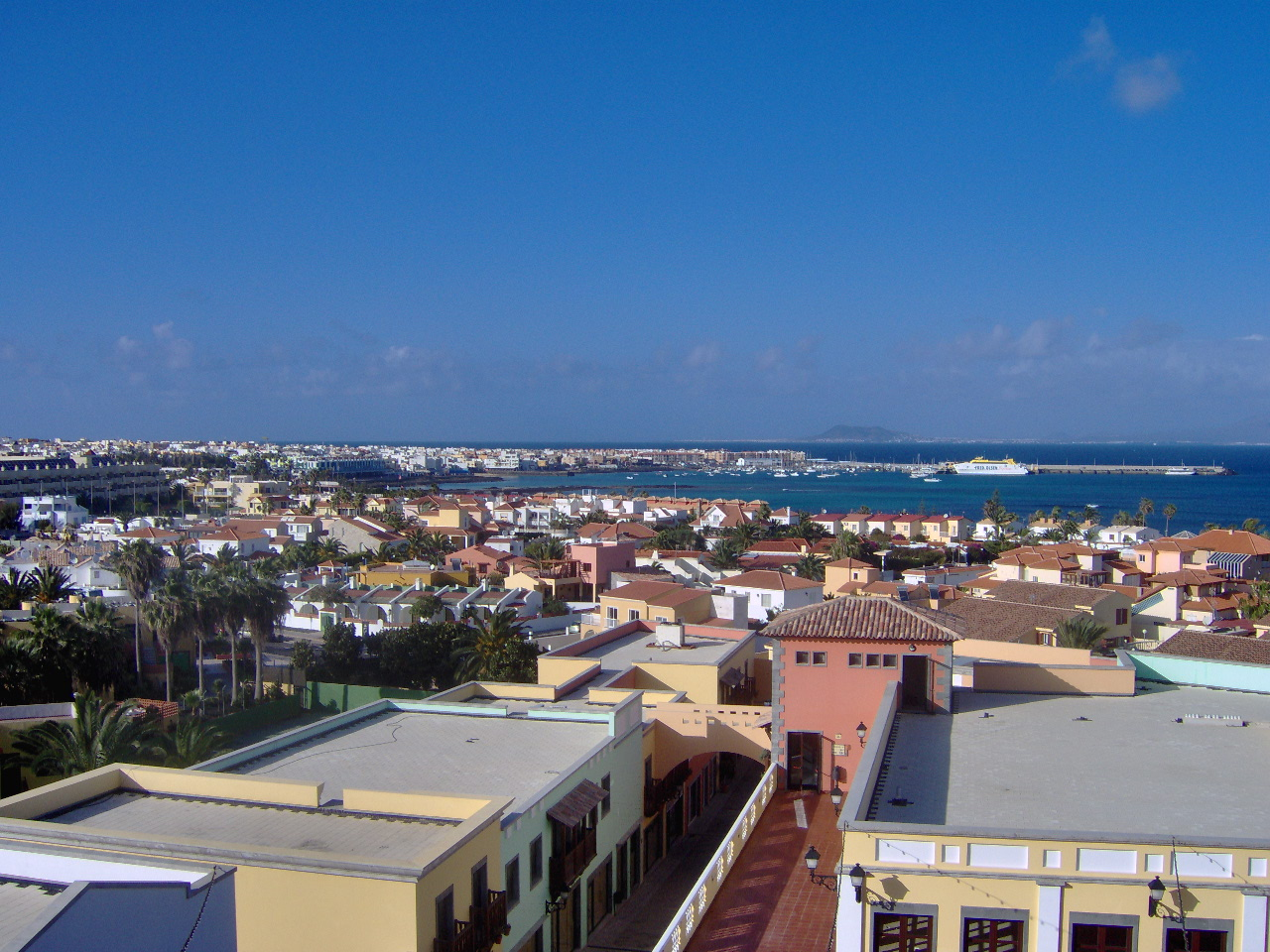
Vista di Corralejo
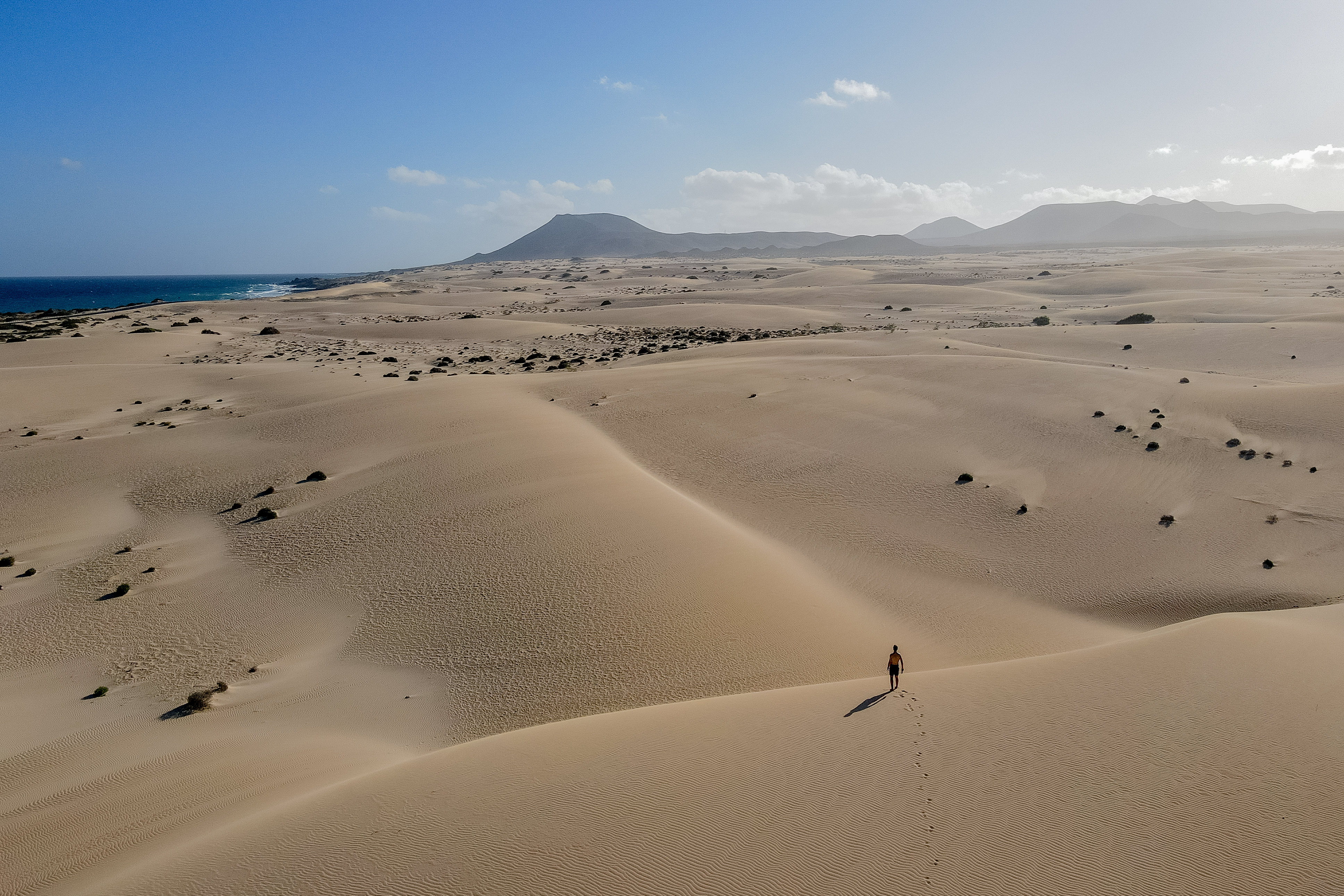
Le dune
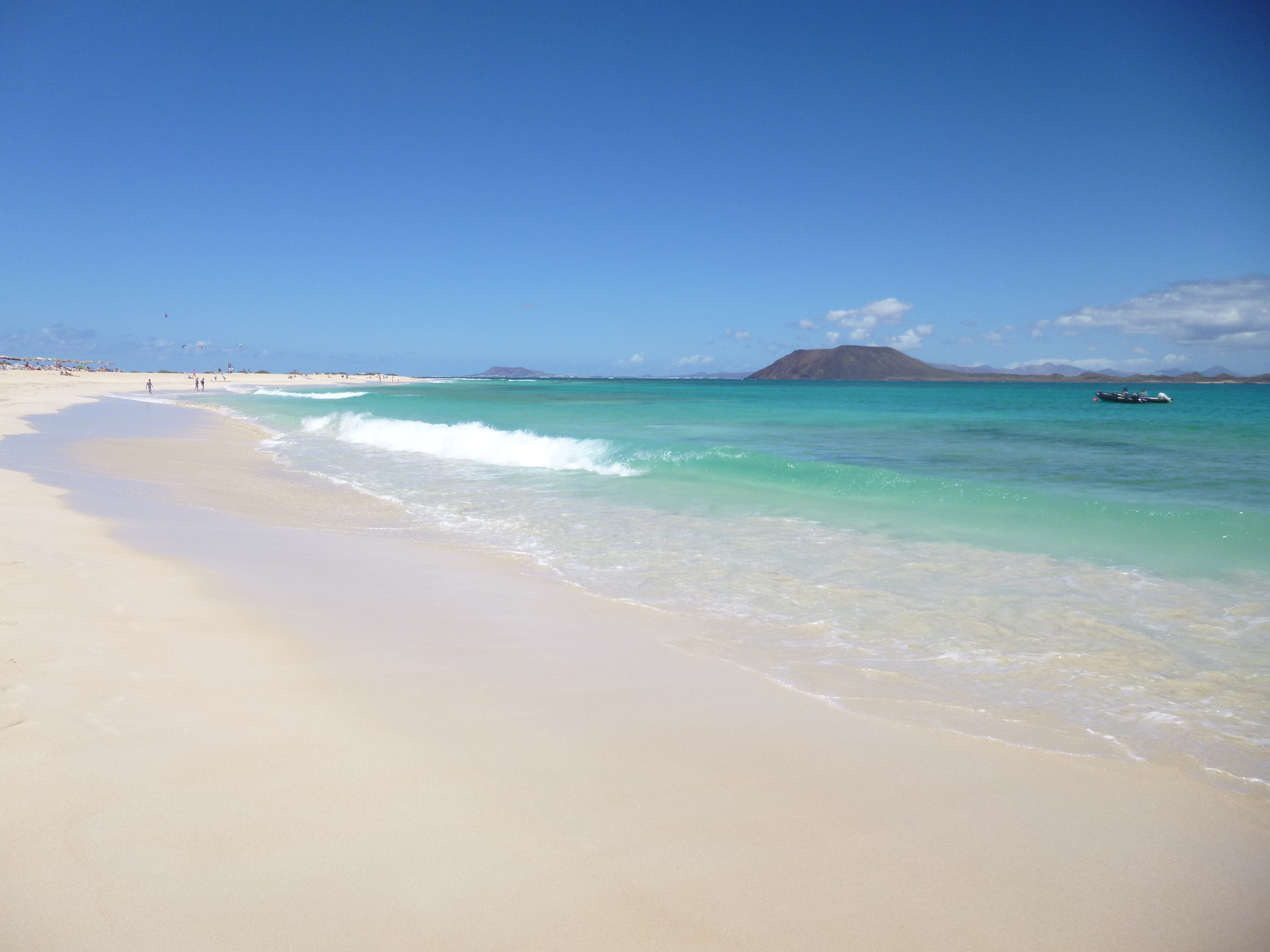
Spiaggia di Corralejo
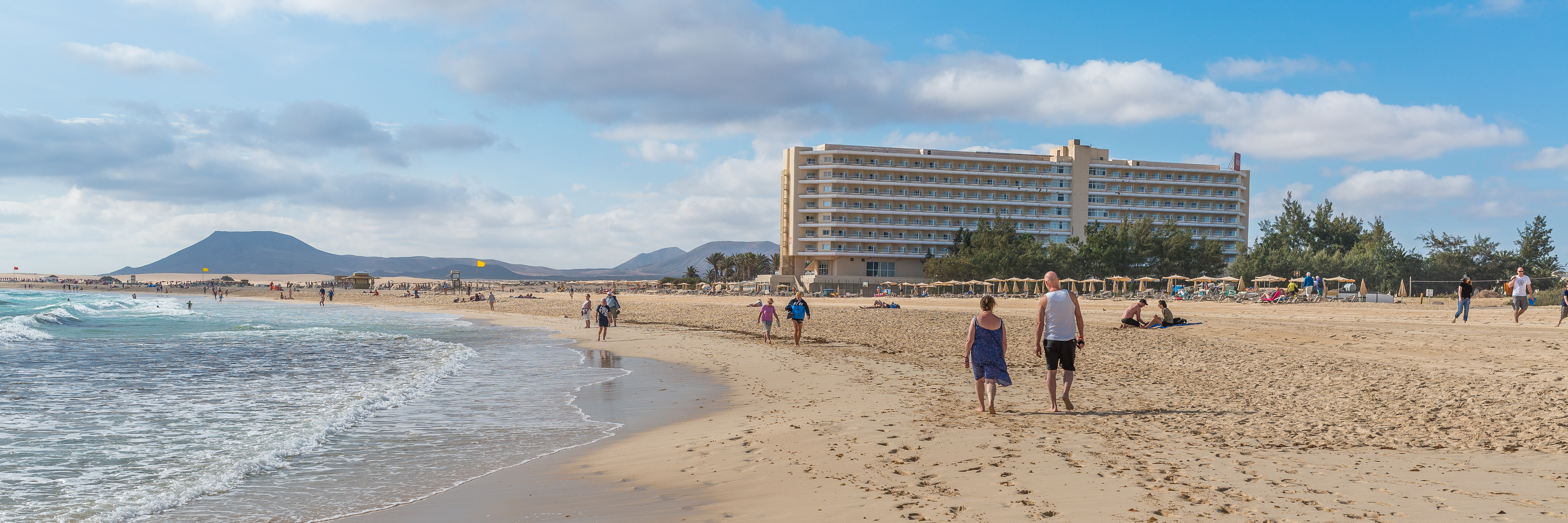